# Ángel Salcedo y Ruiz
Ángel Salcedo y Ruiz (Cadis, 1859 - Madrid, 1921), periodista, polític, historiador de la literatura i escriptor espanyol.

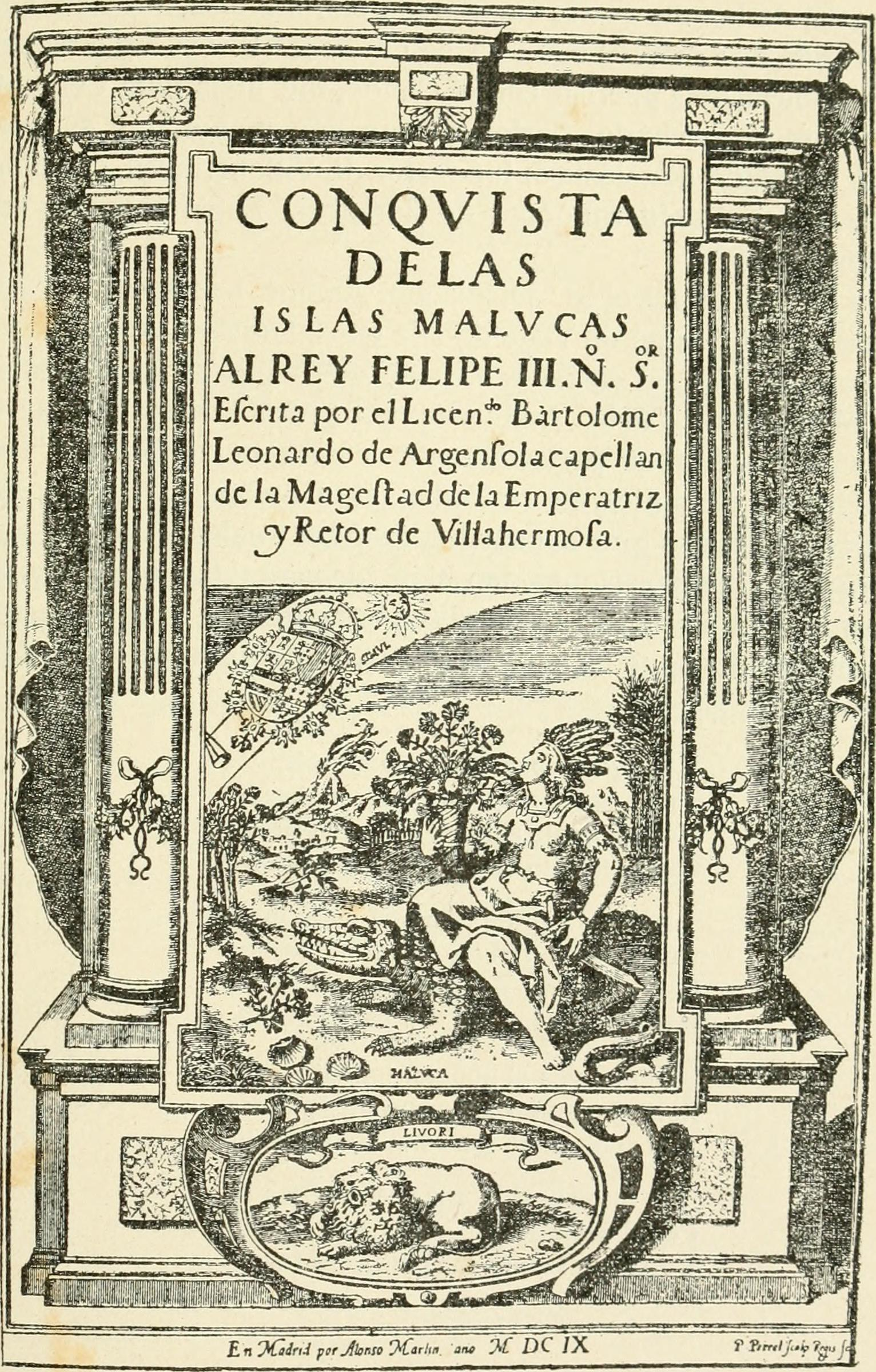
Il·lustració de l'obra d'Ángel Salcedo: La literatura española. Resumen de Historia Crítica (1916).

## Biografia
D'ideologia integrista però bonachón i liberal, va pertànyer al cos jurídic militar. Fou escollit diputat a les eleccions generals espanyoles de 1891 pel districte de San Germán (Puerto Rico), acadèmic de la Reial Acadèmia de Ciències Morals i Polítiques des de 1911, auditor general i, sobretot, un periodista i propagandista neocatòlic. Així mateix, va publicar nombroses obres de diversa índole i intencionalitat. Va usar els pseudònims de Máximo i Víctor en el setmanari La Lectura Dominical, on hi tenia una secció fixa, "Crónicas Semanales". També col·laborà a El Universo, El Siglo Futuro i La Época. Des del 1912 formava part de la Asociación de Prensa de Madrid.

## Obres

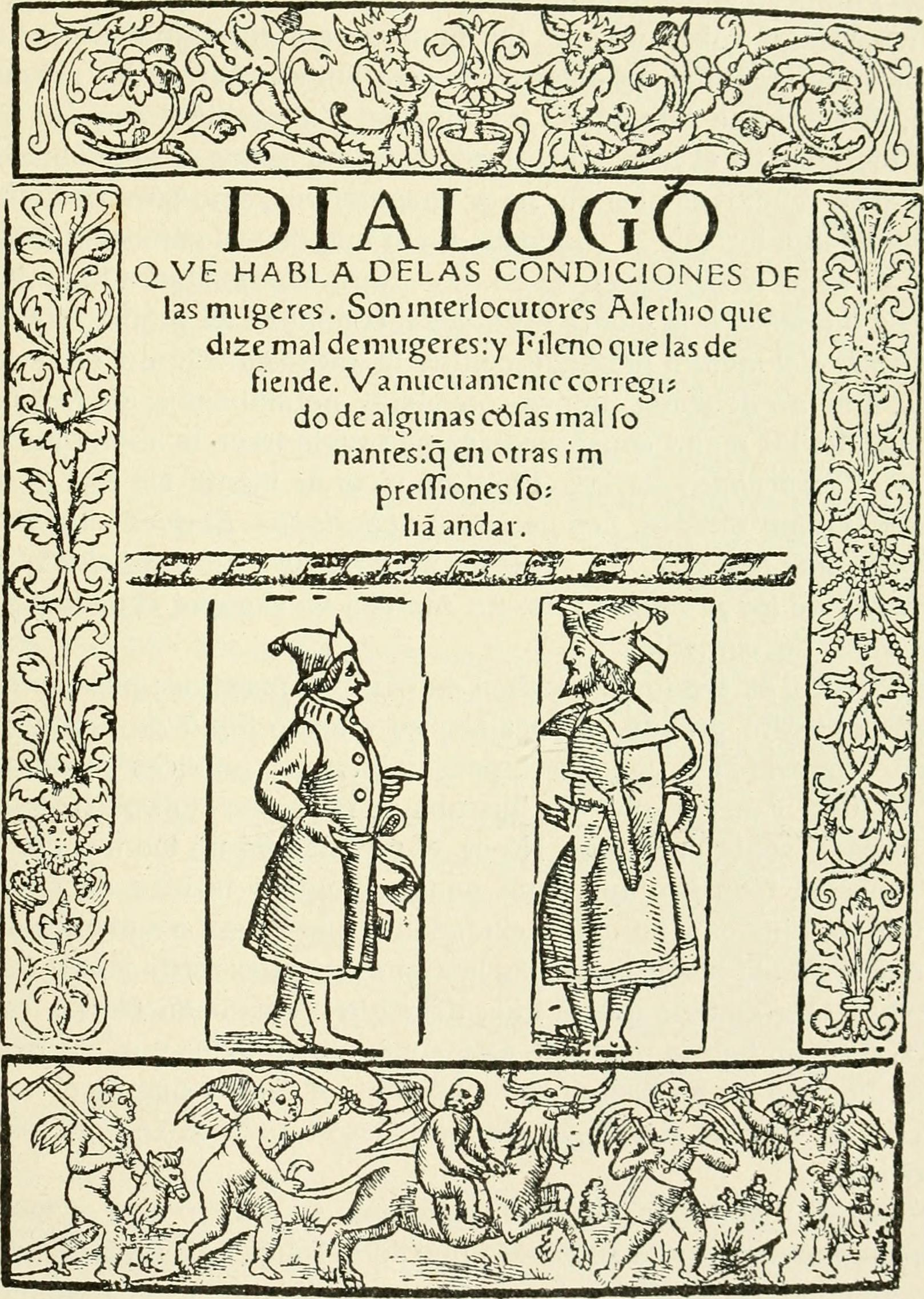
Il·lustració de La literatura española. Resumen de Historia Crítica (1916).

- Víctor —Novela Madrileña—, Madrid, Estab. Tipog. de Felipe Pinto, 1887.
- Estado social que refleja el Quijote, Madrid: Imp. del Asilo de Huérfanos del SC de Jesús, 1905.
- La época de Goya. Historia de España e Hispano-América desde el advenimiento de Felipe V hasta la guerra de la Independencia. Madrid: Edit. Calleja, 1924.
- El sufragio universal y la elección por clases y gremios: memoria. Madrid: Imp. del Asilo de Huérfanos del Sagrado Corazón de Jesús, 1902.
- La literatura española. Resumen de Historia Crítica. Vol I: La Edad Media; Vol II: El Siglo de Oro; Vol III: El Clasicismo; Vol IV; Nuestros Días, Madrid: Calleja, 1915-1917, 4 vols.
- La literatura española. Resumen de historia crítica. Segunda edición refundida y muy aumentada. Ilustrada con profusión de retratos y de reproducciones de documentos, monumentos, etc., etc Madrid, Ed. Calleja, 1915-1917. Cuatro vols.
- La literatura española Resumen de Historia Crítica. Segunda edición refundida y muy aumentada. Ilustrada con profusión de retratos y de reproducciones de documentos, monumentos, etc. Tomo I. La Edad Media Madrid: Calleja, 1915.
- La Literatura Española. Resumen de Historia crítica. Segunda edición refundida y muy aumentada. Ilustrada con profusión de retratos y de reproducciones de documentos, monumentos, etc. Tomo III: El Clasicismo Madrid: Calleja, 1916.
- La literatura española: resumen de Historia Crítica, Tomo IV, Nuestros días Madrid: Calleja, 1917.
- La literatura española: resumen de Historia Crítica, Tomo II, El Siglo de Oro Madrid: Calleja, 1916.
- Bélgica y España. Artículos publicados en el Diario de Barcelona y otros periódicos. Madrid: Imprenta Católica 1916.
- Amb Manuel Ángel Álvarez, Historia de España e Historia gráfica de la civilización española Madrid: Editorial Saturnino Calleja, 1914.
- Resumen histórico-crítico de la Literatura española según los estudios y descubrimientos más recientes Madrid: Saturnino Calleja Fernández, ¿1910?
- Ignacio de Loyola. Narración histórica. Madrid: La última Moda, sin año.
- La Novela de un Prohombre, Madrid, sin año, reimpresa varias veces.
- Un bastardo insigne del Gran Duque de Alba (El Prior d. Hernando de Toledo). Madrid. Estab. Tip. El Trabajo. 1903.